# Мухаммад Хан Бангаш
Наваб Газанфар-Джанг, Мухаммад Бангаш Хан (1665—1743) — первый наваб Фаррукхабада (1713—1743) в штате Уттар-Прадеш, Индия. Он был «Баван Хазари Сардар» (командир 52 000 человек) в армии Великих Моголов. Он служил губернатором провинций Малва (1730—1732) и Аллахабад (1725—1729, 1735—1736) в империи Великих Моголов. Он также был вице-королем Ассама в 1735—1743 годах. Несмотря на то, что его считали грубым и неграмотным , он был хорошо известен своей лояльностью, и считается, что если бы фортуна была на его стороне, он смог бы основать королевство, конкурирующее с Аудом.

## Биография
Мухаммад хан принадлежал к клану Карлани Хагзай пуштунского племени Бангаш. В Индии их называли каум-и-бангаш. Его отец, Айн Хан Бангаш, покинул свои родные земли во времена Аурангзеба и поселился в Мау-Рашидабаде. Мухаммад Хан приобрел репутацию одного из самых могущественных афганских воинов-наемников, населявших эту часть Индостана, и в конечном итоге пришел, чтобы основать территории, которые были объединены в княжество Фаррукхабад. Он был награжден джагиром области Фаррухабад и часть Бунделкханда.
Княжество Фаррухабад было названо в честь покровителя Мухаммад хана, могольского императора Фаррух-Сияра. В 1713 году он был назначен придворным императором Фаррух-Сияром и основал город Фаррухабад в 1714 году. Он основал город Мухаммадабад в честь своего имени и город Каймгандж в честь имени его сына Каим-хана. Во время путешествия Саадат Хана в Ауд он останавливался в Фаррухабаде. Мухаммад Хан Бангаш дал ему информацию о силе Шайхзадаса (общины, которая управляла Лакхнау). Он посоветовал Саадат Хану подружиться с шейхами Какори, противники Шейхзады, перед входом в Лакхнау. Бангаш стал ближайшим союзником Саадат хана. Однако Саадат хан начал из кожи вон лезть, чтобы снискать расположение императора. Эта одержимость раздражала других навабов и субадаров. Среди них был сам Бангаш, который был зол на последнего за поддержку Чатрасала и подстрекательство к нему.
Он участвовал в кампании против лидера джатов Чурамана (октябрь 1722 — сентябрь 1723) и Аджита Сингха из Марвара. В 1730 году могольский император Мухаммад-шах назначил его субадаром Малвы. Однако он не смог справиться с неоднократными вторжениями маратхов и был отстранен от должности в 1732 году. Он был назначен субадаром Аллахабада за замечательную работу, которую он проделал против Чатрасала в первый раз. Из-за его неудачи в Бунделкханде против Чатрасала во второй раз, он также был отстранен от должности губернатора Аллахабада.
После его смерти его владения включали весь Доаб от Коила на севере до Коры на юге, включая весь Фаррукхабад и части Канпура, Шахджаханпура, Будауна и Алигарха. Его брат Химмат Хан Бангаш был отцом Наваба Муртаза хана из Джахангирабада, а дед поэта Наваба Мустафы Хана Шефты.

## Личность
Мухаммад Хан Бангаш был неграмотным и не понимал ни слова по-персидски, из-за чего его должен был сопровождать один из его сыновей . Современники были поражены несоответствием между его огромным богатством и властью и его простыми личными привычками. Однако эта грубость и общее отсутствие адаба могут быть довольно неловкими, особенно во время аудиенций при императорском дворе Великих Моголов. Его потомки были более приспособлены к княжескому образу жизни наваби и этикету индо-персидского двора.

## Войны между Моголами и маратхами
В Бунделькханде Чатрасал восстал против империи Великих Моголов и основал независимое княжество. В декабре 1728 года могольские войска во главе с полководцем Мухаммадом Ханом Бангашем напали на него и осадили его форт вместе с семьей. Чатрасал неоднократно обращался за помощью к Пешве Баджи Рао, но последний в то время был занят в Малве.
В марте 1729 года пешва Баджи Рао I, наконец, откликнулся на просьбу Чатрасала и двинулся на Бунделкханд. Чатрасал также сбежал из плена и присоединился к маратхским силам. После того, как они двинулись на Джайтпур, в результате Бангаш потерпел поражение в битве и отступил из Бунделкханда. Положение Чатрасала как правителя Бунделькханда было восстановлено.

## Преемственность
Мухаммаду хану Бангашу наследовал его старший сын Каим-хан в 1743 году. Позже Каим-хану наследовал Ахмад Хан Бангаш, его брат.